# فرودگاه هوپ بروک
فرودگاه هوپ بروک (به انگلیسی: Hope Brook Aerodrome) یک فرودگاه خصوصی است . این فرودگاه در کشور کانادا قرار دارد و در ارتفاع ۷۸ متری از سطح دریا واقع شده‌است.